# 拉尔扎克
拉尔扎克（法語：Larzac，法語發音：[laʁzak]）是法国多尔多涅省的一个市镇，位于该省东南部，属于萨拉拉卡内达区。

## 地理
拉尔扎克（44°44'51"N, 1°0'29"E）面积6.78 平方千米，位于法国新阿基坦大区多爾多涅省，该省份为法国西南部内陆省份，是法國本土面积第三大的省，大致对应佩里戈尔地区，北起顺时针与夏朗德省、上维埃纳省、科雷兹省、洛特省、洛特-加龙省、吉倫特省和滨海夏朗德省接壤。
与拉尔扎克接壤的市镇（或旧市镇、城区）包括：萨勒德贝尔韦斯、派德贝尔韦斯、圣富瓦德贝尔韦斯。

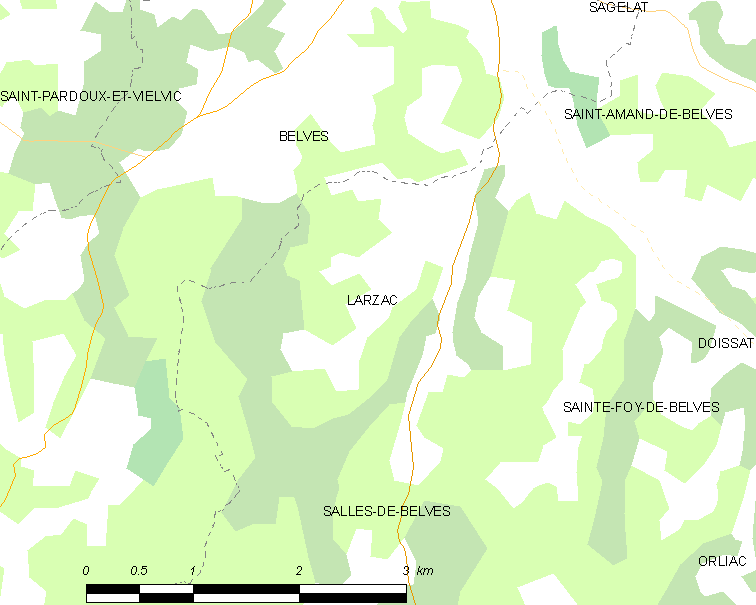
拉尔扎克的OSM定位图

拉尔扎克的时区为UTC+01:00、UTC+02:00（夏令时）。

## 行政
拉尔扎克的邮政编码为24170，INSEE市镇编码为24230。

## 政治
拉尔扎克所属的省级选区为多尔多涅河谷县。

## 人口

1962-2008年间拉尔扎克人口变化图示

拉尔扎克于2022年1月1日时的人口数量为148人。